# Alfonso Corona del Rosal
Alfonso Jesús Corona del Rosal (Ixmiquilpan, Hidalgo; 1 de julio de 1906 - Ciudad de México;  31 de diciembre de 2000) fue un militar, abogado y político mexicano. En el año de 1989 recibió, por parte del PRI, el premio por el mérito revolucionario.

## Biografía
Nació en la casa marcada con el número 10 de la calle de Alarcón de Ocaña, barrio del centro en el municipio de Ixmiquilpan, Hidalgo, el 1 de julio de 1906. Fueron sus padres Don Germán Corona Ceballos y Doña Aurora del Rosal Mayorga.
Sus estudios primarios los realizó en la Ciudad de México y, habiendo terminado el primer año de preparatoria, ingresó al Heroico Colegio Militar, en Popotla, donde se graduó de Teniente de Caballería a la edad de 17 años, en 1923, conquistando un diploma por su aprovechamiento. Al año siguiente participó en un movimiento armado y prestó sus servicios en el Regimiento de Guardias Presidenciales y en el mismo Colegio.
En 1927 y 1929 participó nuevamente en hechos de armas, y fue felicitado por el presidente Elías Calles por la eficacia de sus servicios, el 4 de octubre de 1927.
En 1930-31 estuvo en la Universidad Nacional y se graduó en los bachilleratos de Ciencias Biológicas y Ciencias Sociales, a la vez que se distinguía como deportista consumado practicando varios deportes de monta, precisión y pelota: equitación, polo -figuró en la cuarteta de Manuel Ávila Camacho- tiro de pistola, esgrima, basquetbol, tenis y frontenis.
En 1932, ingresó a la Facultad de Derecho de la UNAM., donde fue elegido Secretario de la mesa directiva de la Sociedad de Alumnos y miembro del Consejo Universitario. Al titularse de licenciado en derecho el 29 de septiembre de 1937, el Jurado le otorgó Mención Honorífica.
Desde 1923 ejerció el magisterio dictando cátedra de Reglamentos de Caballería en el H. Colegio Militar. Escribió un libro de texto sobre Moral Militar y Civismo e impartió esa clase durante 10 años.
Dio también clase de Derecho Obrero en la Escuela Secundaria para Trabajadores Núm. 9 y, al titularse de Abogado fue llamado a impartir la clase de Economía Política en la Facultad de Derecho de la UNAM.
En 1936 y 1937 obtuvo menciones honoríficas por su colaboración en la elaboración del Plan de Estudios del H. Colegio Militar y por su tesis el Estatuto Militar del Ejército. En 1934, 1944, 1945 y 1951 obtuvo condecoraciones y medallas de diverso tipo y la Cruz de Guerra por haber tomado parte en más de diez acciones de armas, así como la de Mérito Técnico Militar y todas las de Perseverancia.
En 1938 ingresó a la política, cuando fue nombrado representante de la Primera Zona Militar y de las escuelas militares, a la Asamblea Constituyente del Partido de la Revolución Mexicana (antes Partido Nacional Revolucionario) y, el 16 de abril del mismo año el Comité Nacional del Partido lo designó Subjefe de la Secretaría de Acción Militar. A iniciativa suya se creó en ese tiempo el Centro de Investigaciones Económicas, Políticas y Sociales. Posteriormente fue miembro del Comité Nacional de Propaganda en pro de la candidatura del Gral. Ávila Camacho, que presidió el Lic. Miguel Alemán y cuyo tesorero fue don Adolfo Ruiz Cortines. Al triunfo del Gral. Ávila Camacho ocupó varios puestos en el Departamento del Distrito Federal, entre ellos el de Secretario de Trabajo y Previsión Social y Secretario Particular del Lic. Javier Rojo Gómez, Regente de la Ciudad de México.
Fue Diputado a la 38/a. Legislatura y Senador en la 40/a. y 41/a. y durante el gobierno del Sr. don Adolfo Ruiz Cortines ocupó la gerencia del Banco del Ejército y, en 1956, ya con el grado de General, fue elegido Gobernador del Estado de Hidalgo, cargo que asumió el 1 de abril de 1957 terminándolo en 1961. gobierno precedido por Quintín Rueda Villagrán y siendo su sucesor Oswaldo Cravioto Cisneros
En diciembre de 1958 fue nombrado Presidente del Partido Revolucionario Institucional -de cuyo Comité Regional en el Distrito Federal había sido Presidente- y lo presidió durante todo el sexenio del Lic. Adolfo López Mateos. Durante esa gestión se construyó el edificio sede del Partido y le correspondió dirigir los trabajos de la campaña electoral correspondiente a la candidatura del Lic. Gustavo Díaz Ordáz, quien al asumir la Primera Magistratura del país lo nombró Jefe del Departamento del Distrito Federal (1966-1970). Durante su administración se construyeron las tres primeras líneas del Sistema de Transporte Colectivo, comúnmente llamado "Metro". Asimismo se realizó la XIX Olimpíada y se hicieron varias obras en beneficio de la Ciudad.
Cuando se consideraba popularmente y en la prensa nacional que sería candidato del PRI a la Presidencia de la República para el sexenio 1970-1976, esta candidatura la obtuvo el Lic. Luis Echeverría Álvarez. 
Fallece 31 de diciembre de 2000. El Partido Revolucionario Institucional le rindió su último homenaje al imponerle en vida la medalla al Mérito Revolucionario.

## Tlatelolco

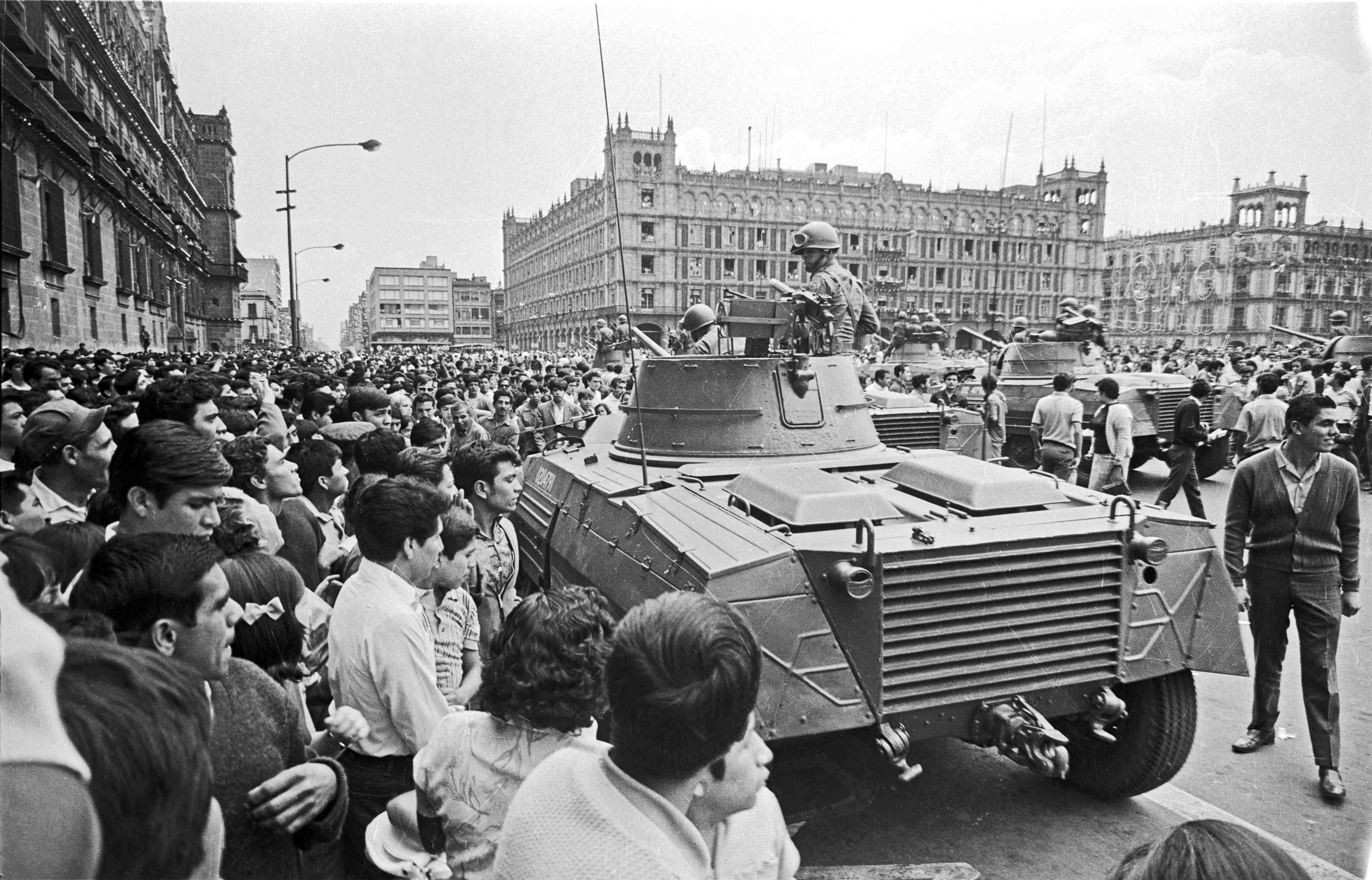
Tanquetas en el Zócalo de México el 28 de agosto de 1968.

Corona del Rosal gobernaba la Ciudad de México cuando se produjo el movimiento estudiantil de 1968 que culminó con la matanza de estudiantes en Tlatelolco. En 1986 el Partido Revolucionario Institucional le rindió su último homenaje al imponerle en vida la medalla al Mérito Revolucionario.

«...Nuestro país vivía tranquilamente en el año del 68.  La población tenía salarios justos pero de pronto nos brotó un movimiento de jóvenes y se hizo el problema del 68. De ese problema se han escrito muchas falsedades... Nuestro ejército nunca cometió un acto indebido fuera de la ley en ese problema...»
Gral. Alfonso Corona del Rosal

A 30 años de distancia, Luis Echeverría, el secretario de Gobernación de Gustavo Díaz Ordaz, reconoce que, junto con Alfonso Corona del Rosal, pidió a la Secretaría de la Defensa Nacional la participación del Ejército para preservar el orden en la Ciudad de México, una vez iniciado el conflicto estudiantil del 68.

## Actividades de represión de movimientos sociales y políticos
La historiadora María de los Ángeles Magdaleno Cárdenas señala como integrantes del grupo paramilitar que formó desde 1960 el general Alfonso Corona del Rosal participaron en acciones contrainsurgentes de los años 70, como fue el caso de Wilfrido Castro Contreras, quien operó al lado de Mario Arturo Acosta Chaparro en Guerrero. 
De acuerdo con sus investigaciones en el Archivo General de la Nación (AGN), existen pruebas documentales que vinculan, entre otros, a Corona del Rosal, Manuel Díaz Escobar (jefe operativo de los Halcones) y al general Carlos Humberto Bermúdez Dávila en actividades de represión de movimientos sociales y políticos desde 1960.

## Escritos
- “La guerra, el imperialismo y el ejército Mexicano” publicado por la editorial Grijalbo y reeditado por la SND.
- “Mis Memorias políticas”, México D. F., Grijalbo 1995, ISBN 970-05-0614-2.

Lo presentó ante los medios de comunicación quienes le interrogaron sobre su actuación en los hechos sin obtener respuesta satisfactoria, solo el silencio y una retirada repentina.
- “Moral militar y civismo”, obra de texto en algunas Escuelas Militares.